# Sabine megye (Louisiana)
Sabine megye az Amerikai Egyesült Államokban, azon belül Louisiana államban található. Megyeszékhelye és legnagyobb városa Many. Lakosainak száma 22 155 fő (2020. április 1.). Sabine megye Natchitoches, Sabine, DeSoto, Vernon, Newton és Shelby megyékkel határos.

## Népesség
A megye népességének változása:
| Lakosok száma | 24 238 | 24 441 | 24 315 | 24 235 | 24 186 | 22 155 |
|               | 2010   | 2011   | 2012   | 2013   | 2015   | 2020   |